# 脉冲星

船帆座脉冲星的脈動循環，由费米伽玛射线空间望远镜的大面積望遠鏡接收到的光子建立模式。

脉冲星（英語：Pulsar），是高度磁化的旋转致密星（通常是中子星，但也有白矮星），其磁极发出电磁辐射束。 仅当发射光束指向地球时才可以观察到此辐射（类似于仅当将光指向观察者的方向时才可以看到灯塔的方式），并且该辐射是发射的脉冲形式的原因。 中子星非常密集，具有短的规则旋转周期。 对于单个脉冲星，这会在脉冲之间产生非常精确的间隔，范围从毫秒到秒。 脉冲星是超高能宇宙射线源的候选者之一。 （另请参见加速的离心机制。）
脉冲星的周期使它们成为天文学家非常有用的工具。 在双星中子星系统中对脉冲星的观测被用来间接确认引力辐射的存在。 在脉冲星PSR B1257+12附近发现了第一批太阳系外行星。 1983年，检测到某些类型的脉冲星，当时它们在保持时间方面超过了原子钟的精度。

## 观测的历史

### 发现

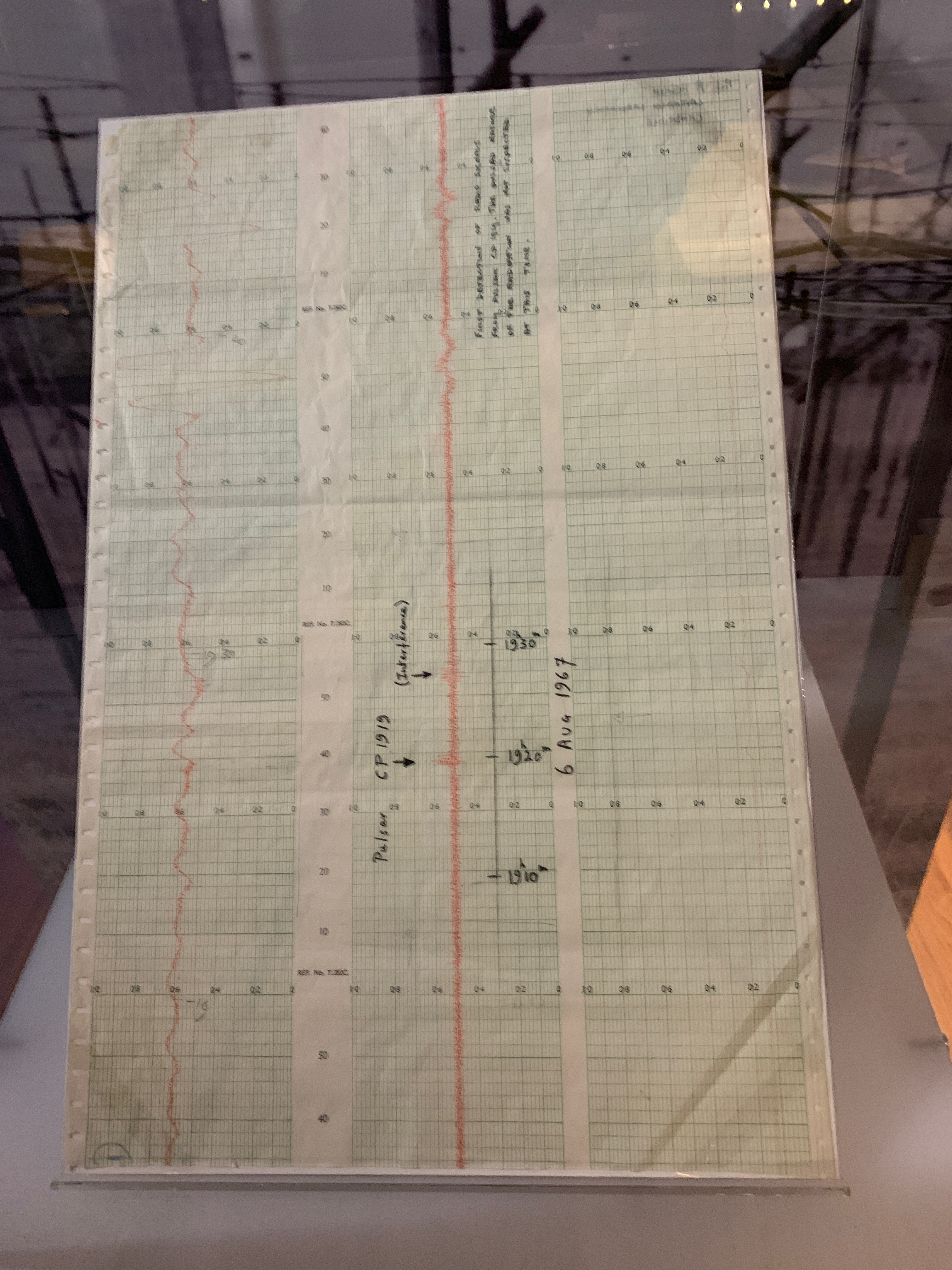

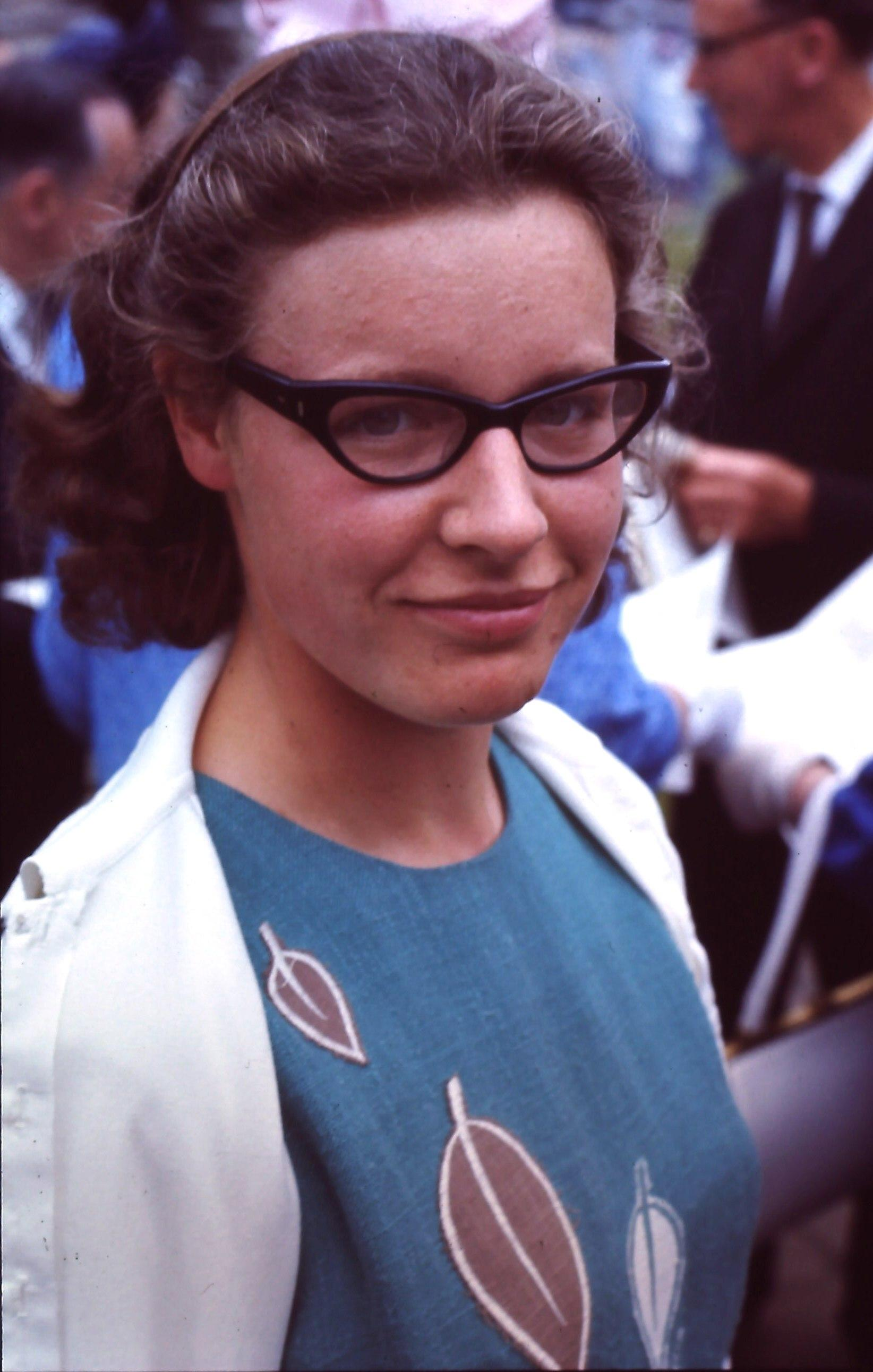
约瑟琳·贝尔·伯奈尔, 1967年6月。

1967年10月，剑桥大学卡文迪许实验室（Cavendish Laboratory）的安東尼·休伊什（Antony Hewish）教授的研究生——24岁的乔丝琳·贝尔·伯奈尔（Jocelyn Bell Burnell）检测射电望远镜收到的信号时无意中发现了一些有规律的脉冲信号，它们的周期十分稳定，为1.337秒。起初她以为这是外星人“小绿人”（LGM, Little Green Man）发来的信号，但在接下来不到半年的时间里，又陆陆续续发现了数个这样的脉冲信号。后来人们确认这是一类新的天体，并把它命名为「脉冲星」。脉冲星与类星体、宇宙微波背景辐射、星际有机分子一道，并称为20世纪60年代天文学“四大发现”。安東尼·休伊什因脉冲星的发现而荣获1974年的诺贝尔物理学奖，尽管人们对乔丝琳·贝尔·伯奈尔未能获奖而颇有微词。
值得一提的是，1967年阿拉斯加弹道导弹预警中心的雷达控制人员也观察到了一些脉冲信号源并确认他们来自天体。这一发现早于剑桥大学的研究人员，但由于军事保密要求，直到21世纪解密之時才被世人所知。
中子星的存在是沃爾特·巴德（Walter Baade）和弗里茨·兹威基（Fritz Zwicky）於1934年首次提出的，當時他們認為超新星將產生一個主要由中子組成的小而密集的恆星。 基於磁性主序星的磁通量守恆的想法，洛德韦克·沃尔彻(Lodewijk Woltjer)於1964年提出，這樣的中子星可能包含的磁場高达1014 到 1016 G.。1967年，即在發現脈衝星之前不久，弗蘭科·帕西尼（Franco Pacini）提出了一個旋轉的具有磁場的中子星會發出輻射，甚至指出這種能量可以被泵送到中子星周圍的超新星遗迹中，例如蟹狀星雲。在發現第一個脈衝星後，湯馬士·戈爾德（Thomas Gold）獨立提出了一個類似於帕西尼（Pacini）的旋轉中子星模型，並明確指出該模型可以解釋贝尔·伯奈尔（Bell Burnell）和休伊什（Hewish）觀測到的脈衝輻射。1968年，Richard V. E. Lovelace與合作者一起使用阿雷西博天文台發現了蟹狀星雲脈衝星的{\displaystyle P\!\approx 33} ms。蟹状星云脉冲星的發現為脈衝星的旋轉中子星模型提供了證實。蟹状星云脉冲星的33毫秒脈衝週期太短，無法與其他建議的脈衝星發射模型保持一致。 此外，之所以如此命名，是因為它位於蟹狀星雲的中心，與1933年對巴德(Baade)和兹威基(Zwicky)的預測一致。

### 里程碑发现

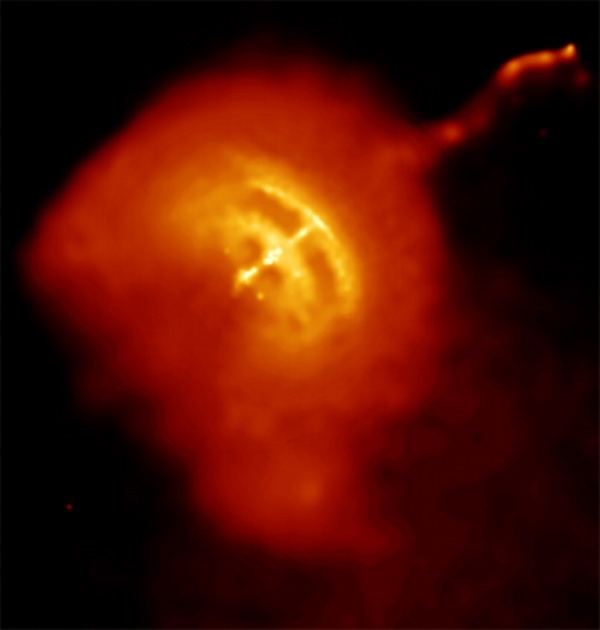
船帆座脉冲星及其周围的脉冲风星云。

1974年，约瑟夫·泰勒(Joseph Hooton Taylor, Jr.)和拉塞尔·赫尔斯(Russell Hulse)共同发现史上第一个位于双星系统的脉冲星PSR B1913+16，并通过对其深入研究首次发现引力波存在的间接定量证据, 是对爱因斯坦广义相对论的一项重要验证。这颗脉冲星绕轨道运行的另一个中子星只有八小时的运行时间。爱因斯坦的广义相对论理论预测，该系统应发出强大的引力辐射，使轨道在失去轨道能量时不断收缩。对脉冲星的观测很快证实了这一预测，为重力波的存在提供了第一个证据。 截至2010年，对该脉冲星的观测仍与广义相对论保持一致。 1993年，泰勒和赫尔斯因发现该脉冲星而获得了诺贝尔物理学奖。
1982年，唐·贝克（Don Backer）领导的一个小组发现了脉冲星PSR B1937+21，其旋转周期仅为1.6毫秒（38,500 rpm）。 不久的观测表明，它的磁场比普通脉冲星弱得多，而进一步的发现巩固了这样一种观念，即已经发现了一种新型天体，即“毫秒脉冲星”（MSP）。 MSP被认为是X射线联星的最终产物。由于MSP异常快速且稳定的旋转，天文学家可以将其用作与地球上最佳原子钟的稳定性相媲美的时钟。
1992年，亞歷山大·沃爾茲森（Aleksander Wolszczan）在PSR B1257+12附近发现了第一颗太阳系外行星。 这一发现提供了有关太阳系外行星广泛存在的重要证据，尽管任何生命形式都不可能在脉冲星附近的强辐射环境中生存。
2016年，天蠍座AR被认为是第一个这样的脉冲星，在其中紧凑的天体是白矮星而不是中子星。

## 形成，机制，关闭

錐形掃射

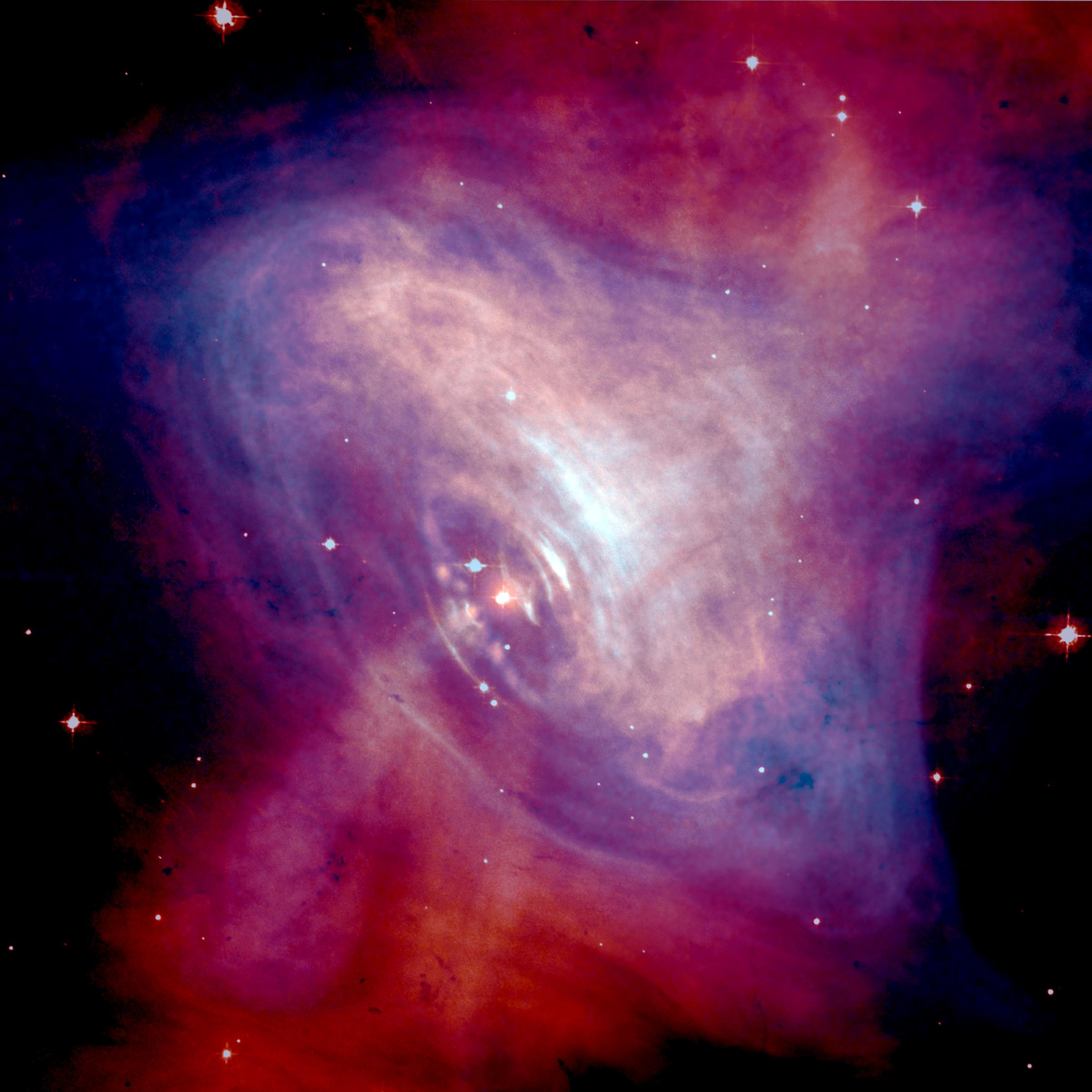
蟹狀星雲脉冲星的X射线/可见光波段合成图像

1968年有人提出脉冲星是快速旋转的中子星。中子星具有强磁场，运动的带电粒子发出同步辐射，形成与中子星一起转动的射电波束。由于中子星的自转轴和磁轴一般并不重合，每当射电波束扫过地球时，就接收到一个脉冲。
恒星在演化末期，缺乏继续燃烧所需要的核反应原料，内部辐射压降低，由于其自身的引力作用逐渐坍缩。质量不夠大(約數倍太陽質量)的恒星坍缩后依靠电子简并压力与引力相抗衡，成为白矮星，而在质量比这還大的恒星里面，电子被压入原子核，形成中子，这时候恒星依靠中子的简并压与引力保持平衡，这就是中子星。典型中子星的半径只有几公里到十几公里，质量却在1-2倍太阳质量之间，因此其密度可以达到每立方厘米上亿吨。由于恒星在坍缩的时候角动量守恒，坍缩成半径很小的中子星后自转速度往往非常快。又因为恒星磁场的磁轴与自转轴通常不平行，有的夹角甚至达到90度，而电磁波只能从磁极的位置发射出来，形成圆锥形的辐射区。
此外，在脈衝星便是中子星的證據中，其中一個便是我們在蟹狀星雲（M1；原天關客星，SN 1054）確實也發現了一個週期約0.033s的脈衝星。
脉冲星靠消耗自转能而弥补辐射出去的能量，因而自转会逐渐放慢。但是这种变慢非常缓慢，以致于信号周期的精确度能够超过原子钟。而从脉冲星的周期就可以推测出其年龄的大小，周期越短的脉冲星越年轻。
当脉冲星的自旋周期充分减慢时，无线电脉冲星机制被认为会关闭（所谓的“死亡线”）。 这种关闭似乎发生在大约1000万–1亿年之后，这意味着在宇宙136亿年的年龄产生的所有中子星中，大约99％不再脉动。
儘管人們普遍接受脈衝星是快速旋轉的中子星的一般情況，但马克斯·普朗克地外物理研究所的沃納·貝克爾(Werner Becker )在2006年表示：“即使在近40年的工作之后，脈衝星如何發射輻射的理論仍處於起步階段。” 

## 毫秒脉冲星
20世纪80年代，人们又发现了一类所谓的毫秒脉冲星，它们的周期非常短，只有毫秒量级，之前的仪器虽然能探测到，但是很难将脉冲分辨出来。研究发现毫秒脉冲星并不年轻，这就对传统的“周期越短越年轻”的理论提出了挑战。进一步的研究发现毫秒脉冲星与密接聯星有关。

## 脉冲双星
1974年，美国的拉塞尔·赫尔斯和约瑟夫·泰勒发现了第一个脉冲双星系统。它由一颗脉冲星，PSR 1913+16，与一颗中子星构成，轨道周期很短，仅为7.75小时。轨道的偏心率为0.617。当两颗子星相互靠得很近时，极强的引力辐射会导致它们的距离愈加靠近，轨道周期会逐渐变短。通过精确地测量射电脉冲双星轨道周期的变化可以检测引力波的存在，验证广义相对论。赫尔斯和泰勒也因此获得1993年的诺贝尔物理学奖。
2003年4月，研究人员发现PSRJ0737－3039A的周期为22毫秒，并且在有规律地变化。人们认为这是一个罕见的双脉冲星系统，两颗子星都是脉冲星，并且辐射束都扫过地球。观测显示，这对双脉冲星系统的A星是一颗1.337太阳质量的毫秒脉冲星，周期22毫秒，B星是一颗1.251太阳质量的正常脉冲星，周期2.27秒。两颗子星相互环绕的轨道周期仅为2.4小时，轨道偏心率为0.088,平均速度达到0.1%光速。这个双脉冲星系统的发现为检测引力波的存在带来了新的希望。

## 命名规则
脉冲星的命名由脉冲星英文（Pulsating Source of Radio）的缩写加上其赤经赤纬坐标组成。如PSR B1937+21，1937是指该脉冲星位于赤经19  37 ，+21是指其位于赤纬+21°，意味着赤经赤纬值是归算到历元1950年的值。此外，则表示赤经赤纬值是归算到历元2000年的值。
在起初，像CP 1919一样，天文台使用的一个字母，脉冲星的使用的字母为，而的度数和弧分数则使用两位数。 代表天文台的一个字母的含义如下。
- = 阿雷西博天文台（Arecibo Observatory）
- = 剑桥
- = 哈佛天文台
- = 卓瑞爾河岸天文台（Jodrell Bank Observatory）
- = 天文台[來源請求]
- = 美国国家射电天文台（NRAO）
- = Ooty Radio Telescope
- = 皮奇诺

现代惯例在较旧的数字前面加上一个B（例如PSR B1919+21），其中B表示坐标是1950.0纪元。 所有新的脉冲星都有一个指示2000.0坐标的J，还具有包括分钟在内的偏角（例如PSR J1921+2153）。 在1993年之前被发现的脉冲星倾向于保留其B名称而不是使用其J名称（例如，PSR J1921+2153更通常被称为PSR B1919 + 21）。 最近发现的脉冲星只有J名称（例如PSR J0437−4715）。 所有脉冲星都有一个J名称，可以提供其在天空中位置的更精确坐标。

## 分类
根据电磁辐射动力的来源，天文学家目前已知三类不同的脉冲星：
- 旋转动力脉冲星，恒星旋转能量的损失提供了动力，
- 由吸积动力的脉冲星（占大多数但不是全部的X射线脉冲星），其中吸积物质的重力势能是动力（产生从地球可观察到的X射线）。
- 磁星，其中极强磁场的衰减会提供电磁能。

尽管所有这三类物体都是中子星，但它们的可观察行为和基本物理学却大不相同。 但是，存在一些连接。例如，X射线脉冲星可能曾经是旋转动力脉冲星，已经失去了大部分动力，并且只有在其聯星同伴膨胀并开始将物质转移到中子星之后才重新可见。

## 著名的脉冲星
| PSR        | 距离 (pc) | 年龄 (Myr) |
| ---------- | --------- | ---------- |
| J0030+0451 | 244       | 7,580      |
| J0108−1431 | 238       | 166        |
| J0437−4715 | 156       | 1,590      |
| J0633+1746 | 156       | 0.342      |
| J0659+1414 | 290       | 0.111      |
| J0835−4510 | 290       | 0.0113     |
| J0453+0755 | 260       | 17.5       |
| J1045−4509 | 300       | 6,710      |
| J1741−2054 | 250       | 0.387      |
| J1856−3754 | 161       | 3.76       |
| J2144−3933 | 165       | 272        |

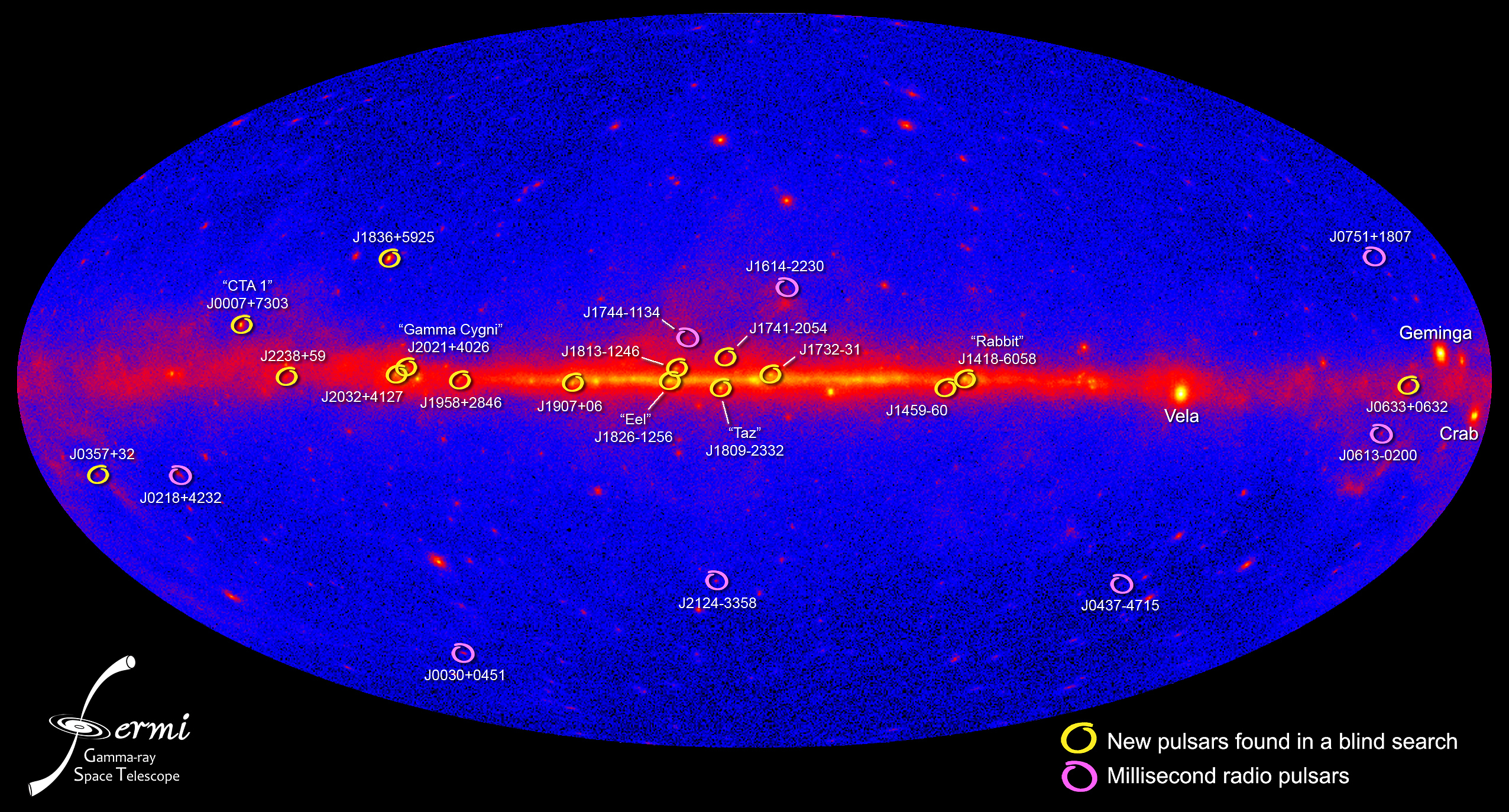
费米伽玛射线空间望远镜探测到的伽马射线脉冲星。

此处列出的脉冲星要么是最早发现的这种脉冲星，要么就是代表已知脉冲星种类群中某种类型的极端事件，例如，测量周期最短。
- 发现的第一颗脉冲星：CP 1919(现在命名为PSR B1919+21），也就是上文贝尔小姐发现的那颗脉冲星，位于狐狸座方向，脉冲周期1.33730119227秒，脉冲宽度0.04秒。1967年被发现（Nature 217,709-713,1968）。
- 发现的第一颗脉冲双星：PSR B1913+16
- 发现的第一个毫秒脉冲星：PSR B1937+21
- 发现的第一颗带有行星系统的脉冲星：PSR B1257+12
- 发现的第一颗双脉冲星系统：PSR J0737-3039
- 发现的第一个X射线脉冲星：半人马座X-3
- 最亮的脈衝星（在電波頻率）：船帆座脉冲星（PSR J0835-4510 或 PSR B0833-45）
- 最亮的毫秒脈衝星：PSR J0437−4715
- 最短週期的脉冲星：PSR J1748-2446ad，週期时间约为〜0.0014秒或〜1.4毫秒（每秒自轉716次）。
- 最长的脉冲星周期为118.2秒，也是唯一已知的白矮星脉冲星天蠍座AR。

## 图库

视频 – 蟹状星云脉冲星 – 明亮的脉冲和脉冲间隙。
- 视频 – 船帆座脉冲星 – X光.
- 视频 – 天蠍座AR的艺术家模擬影片。

## 参阅
- 脉冲星风云
- 脉冲星行星
- PSR B1620-26
- 快速電波爆發
- 恒星演化
- 軟γ射線重複爆發源(SGR)
- 白矮星
- 中子星
- 黑洞
- 超新星
- 夸克星（奇异星）